# Magnus Büchel
Magnus Büchel (* 11. März 1960) ist ein ehemaliger liechtensteinischer Judoka.

## Karriere
Büchel trat bei den Olympischen Sommerspielen 1984 in Los Angeles an, wo er den 7. Rang im Mittelgewicht belegte. Auch vier Jahre später trat er bei den Olympischen Spielen in Seoul an, wo im Halbmittelgewicht 20. wurde.
Nach seiner Karriere begann er als Trainer seines Sohnes David zu arbeiten und wurde Nationalliga-A-Schiedsrichter. Beruflich ist Büchel Gemeindepolizist in Ruggell.